# بزرگراه شهید حقانی
بزرگراه شهید غلامحسین حقانی با نام پیشین بزرگراه جهان کودک و با شماره بزرگراه ۴۲ یکی از بزرگراه‌های تهران است که جهت شرقی-غربی دارد. این بزرگراه که در مرکز تهران واقع شده، از تقاطع با بزرگراه رسالت آغاز شده و به میدان ونک منتهی می‌شود.
ایستگاه مترو شهید حقانی در این بزرگراه قرار گرفته است.

## وجه تسمیه
این بزرگراه به نام شهید غلامحسین حقانی از کشته شدگان حادثه هفتم تیر ۱۳۶۰ نامگذاری شده. غلامحسین حقانی نماینده مردم بندرعباس در دوره اول مجلس شورای اسلامی و رئیس سازمان تبلیغات اسلامی بوده است.

## تقاطع‌ها
| از شرق به غرب            | از شرق به غرب                                        | از شرق به غرب |
| ------------------------ | ---------------------------------------------------- | ------------- |
|                          | بزرگراه رسالت خیابان عربعلی خیابان نسترن شرقی        |               |
|                          | بزرگراه همت                                          |               |
|                          | بانک مرکزی جمهوری اسلامی ایران                       |               |
|                          | باغ کتاب تهران                                       |               |
|                          | ساختمان قدیم بانک مرکزی                              |               |
| ایستگاه متروی شهید حقانی |                                                      |               |
|                          | بزرگراه مدرس                                         |               |
|                          | خیابان دیدار                                         |               |
| چهارراه جهان کودک        | بلوار نلسون ماندلا (جردن)                            |               |
|                          | خیابان گاندی                                         |               |
| میدان ونک                | خیابان ولیعصر خیابان ونک خیابان ملاصدرا خیابان برزیل |               |
| از غرب به شرق            |                                                      |               |